# بخش دولا
بخش دولا (به لاتین: Dola) یک منطقهٔ مسکونی در گابن است که در Ngounié Province واقع شده‌است. بخش دولا ۶٬۹۷۹ نفر جمعیت دارد.